# Noordbroek
Noordbroek (dialekt groningski Noordbrouk) – wieś w Holandii, w prowincji Groningen, w gminie Menterwolde. Do 1965 roku Noordbroek stanowiło osobną gminę. Po reformie administracyjnej wieś weszła w skład gminy Oosterbroek.